# クリステロ戦争

クリステロの旗

クリステロ戦争（スペイン語: Guerra Cristera）は、1926年に始まり1929年に終了したメキシコでの反動的革命運動、白色テロ、宗教的迫害である。クリステロ反乱とも言う。

## 概要
1917年、ベヌスティアーノ・カランサが大統領の時に新しい憲法が制定されたが、それは政教分離に基づき「国家が宗教に優先する」というカトリック教会には厳しい内容であった（第130条）。教会や神学校は閉鎖された。1924年に、プルタルコ・エリアス・カリェスが大統領となると、無神論者でフリーメイソンだった彼は教会を敵視し、1926年6月に教会の政府登録を義務付け、違反者の罰則を強化したカリェス法を制定し、次々と教会財産を没収していった。
こうした状況の中、一部の信徒は政府に対し平和的な手段で抵抗を始めた。遂に1926年8月3日、グアダラハラで暴動が発生、死者や逮捕者が相次ぎ、実質的に内戦の状況となった。カリェスは1928年に任期が切れるため、憲法の再選禁止条項を改正してアルバロ・オブレゴン元大統領の再選を目指したが、オブレゴンは当選直後にカトリックの神学生に暗殺される。事実上のカリェスの傀儡としてエミリオ・ポルテス・ヒルが臨時大統領に就任、譲歩して1929年に戦闘は終結したが、多数の司祭が殺害・追放され、政府に承認された司祭は激減して司祭が一人もいない州さえあった。その後、カリェスを排除したラサロ・カルデナス大統領により、1938年12月にカリェス法は廃止された。ただしカルデナスは教会財産の国有化を宣言し、その後も反発が続いた。
2000年5月21日にサン・ピエトロ広場で、ミゲル・プロ司祭らクリステロ戦争の犠牲者達は教皇ヨハネ・パウロ2世によって、列聖された。2005年11月20日には拷問の末に殺害された弁護士のアナクレト・ゴンザレス・フローレスが教皇ベネディクト16世により列聖されている。
現在のメキシコ合衆国憲法でも、第130条に基づき宗教団体の州への登録が義務付けられており、政府が許可したものを除いて屋外での宗教活動は禁止、さらに司祭らの被選挙権は否定されている（選挙権は認められている）。